# Grace Meng
Grace Meng (ur. 1 października 1975 w Queens) – amerykańska polityczka, członkini Partii Demokratycznej.

## Działalność polityczna
Od 2009 do 2012 zasiadała w New York State Assembly. Od 3 stycznia 2013 jest przedstawicielką 6. okręgu wyborczego w stanie Nowy Jork w Izbie Reprezentantów Stanów Zjednoczonych.